# Qualificazioni al campionato mondiale di football americano 2007
Risultati delle qualificazioni ai Mondiali di football americano Giappone 2007.

## EFAF
32 membri IFAF:
- 6 partecipanti
- si qualificano 3 squadre.

Va alla fase finale la vincitrice dell'Europeo A 2005:
- Svezia

La Germania seconda classificata partecipa alle qualificazioni con la Danimarca.
La Finlandia terza classificata partecipa alle qualificazioni con Russia e Francia.

### Tabellone
|  | Incontro di qualificazione |           |    |  |
|  |                            |           |    |  |
|  | Germania                   | Germania  | 68 |  |
|  | Danimarca                  | Danimarca | 7  |  |

|  | Primo turno | Primo turno | Primo turno |           |   | Finale  | Finale  | Finale |  |
|  |             |             |             |           |   |         |         |        |  |
|  |             |             |             |           |   | Francia | Francia | 25     |  |
|  |             |             |             |           |   | Francia | Francia | 25     |  |
|  |             |             | Finlandia   | Finlandia | 6 |         |         |        |  |
|  | Finlandia   | Finlandia   | Finlandia   | Finlandia | 6 | 42      |         |        |  |
|  | Finlandia   | Finlandia   |             |           |   |         |         |        |  |
|  | Russia      | Russia      | 0           |           |   |         |         |        |  |

| Flensburgo 5 agosto 2006, ore 16:00 | Germania                                                                       | 68 – 7 (21-7 20-0 13-0 14-0) referto | Danimarca | Muerwiker Strasse Stadion (1427 spett.)\| Arbitri: \| V.Lamminsalo F.Rasmussen T.Kimpel A.Henriksen F.Kristensen S.Plonka R.Stammler \| |
| Arbitri:                            | V.Lamminsalo F.Rasmussen T.Kimpel A.Henriksen F.Kristensen S.Plonka R.Stammler |                                      |           | |

| Helsinki 14 ottobre 2006 | Finlandia | 42 – 0 (7-0 14-0 21-0 0-0) | Russia |  |

| Aix-en-Provence 6 gennaio 2007 | Francia | 25 – 6 | Finlandia |  |

Si qualificano:
- Germania
- Francia

## AFAF - OFAF
- AFAF: 5 membri IFAF, 2 partecipanti
- OFAF: 3 membri IFAF, 2 partecipanti
- si qualificano 2 squadre.

| 27 gennaio 2007 | Corea del Sud | 22 – 13 | Australia |  |

Vanno alla fase finale:
- Giappone (organizzatore)
- Corea del Sud

## PAFAF
16 membri IFAF:
- 3 partecipanti
- si qualifica 1 squadra.

Gli Stati Uniti sono qualificati per invito.
Va alla fase finale:
- Stati Uniti